# Metropolis Street Racer
 (novembre 2018).
Si vous disposez d'ouvrages ou d'articles de référence ou si vous connaissez des sites web de qualité traitant du thème abordé ici, merci de compléter l'article en donnant les références utiles à sa vérifiabilité et en les liant à la section « Notes et références ».
Metropolis Street Racer (abrégé en MSR) est un jeu vidéo de course automobile sorti sur Dreamcast aux graphismes soignés, comprenant plus de 250 circuits ou parcours différents dans les villes de Tokyo, San Francisco et Londres.
Le jeu est long et relativement difficile.
Il devait à la base accompagner la sortie de la Dreamcast mais il ne fut commercialisé que plus d'un an après celle-ci.

## Système de jeu

### Innovation
Metropolis Street Racer a marqué l'histoire des jeux de voitures sur de nombreux points :
- Pour la première fois, les tracés subissent une modélisation fidèle et complète de grandes villes urbaines pour offrir un nombre inégalé de tracés prédéfinis : 252.

- Sa conduite arcade est un judicieux mélange de précision et de technique. Un gameplay d'ailleurs considéré comme le plus subtil et le plus apprécié de la série[Par qui ?], mais pas seulement[C'est-à-dire ?].

- Le système des Kudos qui incite le joueur à déraper avec style pour gagner des points. Percuter des véhicules adverses ou le décor en enlève. L'utilisation du frein à main est quasiment obligatoire ce qui n'est en rien pénalisant vu la subtilité du gameplay.

- La radio interactive avec différentes chaines de radios judicieusement répartis en fonction du lieu où le joueur conduit contrairement à celui des jeux de la série Project Gotham Racing. Les musiques, elles, resteront facilement dans les esprits des joueurs, notamment le mémorable morceau Dance Club Paris[non neutre].

- Le Mode Street Racing pour sa durée de vie, sa progression "RPG" et sa difficulté.

- La réalisation globale visible même depuis les menus de sélection à cause de leur ambiance électro.

- Le décalage horaire.

- Ses graphismes détaillés : modélisation des autos, gestion météo.

Cependant, si Metropolis Street Racer est souvent considéré comme le meilleur de la série, on peut lui reprocher le manque de "vie" autour de la piste (défaut résolu depuis l'apparition du public dans Project Gotham Racing 3), mais aussi que les décors se ressemblent un peu trop en fonction des villes. Enfin, Metropolis Street Racer est peut-être un peu trop difficile pour s'ouvrir à tous les types de joueurs.

### Liste des voitures
- Alfa Romeo 156
- Alfa Romeo GTV
- Alfa Romeo Spider
- Audi S3
- Audi TT (& Roadster)
- Checker Marathon (Taxi de San Francisco)
- Fiat Barchetta
- Fiat Coupe
- Ford Mustang IV
- International AmTran Genesis (Bus de San Francisco)
- Jensen S-V8
- LTI Fairway (Taxi de Londres)
- Mazda MX-5
- Mazda RX-7
- MCW Metrobus (Bus de Londres)
- Mercedes-Benz SL230 (R129)
- Mercedes-Benz SLK (R170)
- MG F
- MG RV8
- Mitsubishi 3000 GT
- Mitsubishi Eclipse II & III & III Spyder
- Mitsubishi FTO
- Mitsubishi GTO
- Mitsubishi Lancer Evolution VI
- Mitsubishi Fuso Aero Star (Bus de Tokyo)
- Nissan 300ZX II
- Nissan Fairlady Z & Convertible
- Nissan Silvia VII & Varietta VII
- Nissan Skyline GT-R R34
- Opel Astra Coupé & Opc
- Opel Speedster
- Peugeot 206
- Peugeot 306 & Cabriolet
- Peugeot 406 Coupé
- Renault Clio V6 II
- Renault Megane Coupé I
- Renault Spider
- Toyota Celica VI Cabriolet & VII &  & VI GT Four
- Toyota Crown (Taxi de Tokyo)
- Toyota MR-S III
- Toyota MR2 II

## Développement
Fin 1996 lors des premières discussions entre Bizarre et Sega, il est initialement question de développer un jeu de course pour la Saturn, ce que Bizarre refuse. Sega propose ensuite à Bizarre de développer un nouveau jeu de Formule 1 sur Dreamcast, mais après Formula 1 et Formula 1 97, le studio est lassé de la monoplace. Il a d'ailleurs déjà refusé de développer Formula 1 98 pour Psygnosis. Sega émet alors l'idée de produire un jeu de course réaliste du nom de Sega Street Racer et se passant dans des métropoles. Le développement du jeu commence en septembre 1997, avec une sortie prévue pour le lancement japonais de la Dreamcast en août 1998.
Lors de la New Challenge Conference tenue en mai 1998, Sega dévoile la Dreamcast, et annonce que Bizarre Creations est un développeur « 1.5 party », c'est-à-dire un développeur tiers qui bénéficie du total soutien de Sega en matière de développement, d'édition et de marketing, et l'accès aux derniers outils et kits de développement de Sega, comme s'il était un développeur first party. Le travail sur une nouvelle console, dans un tout nouvel environnement de développement, occasionne également son lot de problèmes. Au départ, Bizarre utilise le tout premier kit de développement, et au fur et à mesure que de nouveaux kits sortent, l'équipe doit reprogrammer les moteurs de jeu, etc., ce qui freine le développement du jeu proprement dit. Cependant, lorsque le Kit Set-5 sort, l'équipe en est satisfaite, et la programmation se fait avec davantage d'aisance.
Les développeurs tentent initialement de créer des villes fictives, mais le résultat visuel est jugé trop artificiel et mauvais. Le choix se porte alors sur les villes de Londres, San Francisco et Tokyo (chacune représentant un territoire commercial-clé de Sega : Europe, Amérique, Japon). L'objectif est de reproduire dans les moindres détails une zone d'environ 5 km² pour chaque ville. Pour ce faire, 30 heures d'enregistrement vidéo et 32 000 photos sont utilisées. Ces photos sont ensuite converties en textures, qui sont appliquées sur les éléments du décor modélisés. L'ambition initiale est de laisser le joueur libre de s'aventurer dans n'importe quelle rue de la zone, mais cela aurait occasionné une surcharge de travail trop conséquente, raison pour laquelle les développeurs décident finalement de limiter les courses à des tracés bien déterminées. Le jeu reproduisant fidèlement la réalité, une autre difficulté de programmation est la gestion du pop-up, puisque, comme l'explique Martin Chudley, « nous ne pouvons pas le dissimuler en rajoutant arbitrairement une montagne au milieu du décor. »
En ce qui concerne les véhicules, Chudley explique que, son équipe étant restreinte, MSR ne peut pas faire jeu égal avec un Gran Turismo sur la quantité de voitures modélisées. Ils ont donc opté pour une sous-catégorie de voitures bien précise, le cabriolet, qui est désirable et a du style, sans pour autant être hors de portée de la plupart des gens. Pour modéliser les voitures, Bizarre utilise les statistiques et les données de performance fournies par les constructeurs. Chaque voiture est modélisée avec quatre niveaux de détail (1000, 500, 250 ou 125 polygones), sélectionnés en fonction de l'endroit où elle se trouve sur la piste. Les conducteurs sont également modélisés, et on peut notamment les voir se pencher dans les virages ou changer les vitesses. La carrosserie des voitures ne se déforme pas lors des impacts, car cela a été refusé par la plupart des fabricants,,,,,,.